# Cannon Street Railway Bridge
Cannon Street Railway Bridge er en bro i det centrale London i England, over Themsen. Nedover floden er næste bro London Bridge, og opover Southwark Bridge. Broen fragter tog over floden til Cannon Street station på den nordlige bred. Den var oprindelig kaldt Alexandra Bridge efter Alexandra af Danmark, som var hustru til den fremtidige konge Edvard 7..
Broen blev tegnet af John Hankshaw og John Wolfe-Barry for South Eastern Railway. Den blev åbent i 1866 efter tre års byggearbejde. I sin oprindelige form fragtede den tog over Themsen på fem brospænd stående på støbejernssøjler i dorisk stil. Den blev siden udvidet mellem 1886–1893 af Francis Brady og totalrenoveret mellem 1979–1982, noget som medførte at broen mistede mange af sine dekorative elementer og fremstod som endnu mere utilitaristisk end tidligere.